# Opérateur ferroviaire de proximité
Opérateur Ferroviaire de Proximité (OFP) (aussi transcrit Organisation Ferroviaire de Proximité), est une approche française du terme « short-line » utilisé par les anglophones. Il s'agit d'un concept, plus particulièrement attribué à l'activité Fret ferroviaire de type « wagon isolé », apparu en France au début des années 2000 à l'occasion de l'adaptation dans le droit français de directives européennes concernant « l'ouverture du marché européen du transport à la concurrence ».

## Définition
En France, un OFP est une petite ou moyenne entreprise, du domaine ferroviaire, assurant un trafic de fret local, notamment dans les zones portuaires, et/ou la maintenance de voies ferrées locales à faible trafic destinées au fret (dites « capillaires fret »).

## Historique
Sous l'impulsion du gouvernement et dans le cadre de l'Engagement national pour le fret ferroviaire, un OFP est officiellement lancé en 2009 pour la zone portuaire de La Rochelle : la société NaviRail Atlantique dont le capital est réparti entre Grand port maritime de La Rochelle et Fret SNCF. Cependant, à la suite de différends entre le Port et la SNCF, cette dernière se retire et un nouvel opérateur émerge à la suite d'un accord entre le Port de la Rochelle et Euro Cargo Rail : La Rochelle Maritime Rail Service dont le premier train a circulé en octobre 2010.
Par la suite, d'autres types d'OFP se constituent :
- en Languedoc-Roussillon, la SARL TPCF (Train du Pays Cathare et du Fenouillèdes), issu de l'exploitation d'un train touristique dans les Pyrénées Orientales à partir de juillet 2010[6] ;
- en Bourgogne, la Compagnie Ferroviaire Régionale du Morvan (CFR Morvan), basée à Cercy-la-Tour, qui commence son activité en novembre 2010[7] ;
- en Auvergne, Ferovergne, issue d'une alliance entre transporteurs routiers et SNCF, assurant une liaison de transport combiné entre Clermont et Le Havre depuis juillet 2012[8].

D'autres projets sont en gestation dans d'autres régions. Le caractère diffus du trafic de type wagon isolé et la structuration économique propre à chaque région implique qu'un OFP peut présenter une identité et une activité sensiblement différente d'un territoire à l'autre, sans compter les obstacles variés pouvant se dresser devant un projet d'OFP.
La libéralisation du fret ferroviaire depuis le milieu des années 2000 implique que des entreprises ferroviaires privées pourraient s'intéresser au développement de trafics de wagon isolé à un niveau local, en complément de l'opérateur principal Fret SNCF.

## Situation en 2014
En janvier 2014 il y a neuf OFP, et cinq de plus sont prévus pour 2014. Il s'agit de la Régie Départementale des Transports des Bouches du Rhône (RDT13, ex BDR), de Brocéliande Fret Entreprises en Bretagne, de TPCF Regiorail, de CFR Morvan (tous deux dépendants de Regiorail), de l'OFP Atlantique (grands ports de Nantes et de la Rochelle), de Bourgogne Fret service (Europorte + Cerevia), Ferovergne (groupe de transports Combronde) et d'Agenia (PME Egenie, spécialisée dans les travaux ferroviaires). Cinq de plus sont prévus : deux seront lancés par Regiorail, Regiorail Lorraine et OFP Champagne-Ardennes, un par le port de Bayonne (OFP Sud-Ouest), un autre par des transporteurs comtois (Ferrivia) et un dernier par des logisticiens de Saône et Loire, Fer Alliance. 
Les ports de Paris prévoient de lancer le leur pour 2015 et visent 10 % du trafic fret francilien, soit 1 million de tonnes par an. D'autres projets sont en gestation en Bretagne et dans le Centre. Les marges sont plutôt bonnes pour ces OFP qui n'emploient que rarement plus de dix personnes (sauf la CFR implantée depuis des décennies dans le Morvan et les deux OFP à capitaux publics) : par rapport à la route, Ferovergne réalise par exemple des économies de 5 à 10 %. Cependant, la vétusté des infrastructures reprises qu'il faut rénover (8 millions d'euros pour le port de la Rochelle, 7 millions d'euros pour une rénovation low-cost des 20 km de ligne exploités par Brocéliande Fret Entreprises) et les investissements lourds nécessaires pour l'aménagement de plateformes multimodales ou d'ateliers limitent le développement du secteur.